# Larsen Jensen
Larsen Jensen (Bakersfield, 1 de septiembre de 1985) es un exnadador, exmilitar y capitalista de riesgo estadounidense especializado en pruebas de media distancia estilo libre, donde consiguió ser medallista de bronce olímpico en 2008 en los 400 metros.

## Trayectoria
En los Juegos Olímpicos de Pekín 2008 ganó la medalla de bronce en los 400 metros estilo libre, con un tiempo de 3:42.78 segundos que fue récord de América, tras el surcoreano Park Tae-hwan y el chino Zhang Lin.
Estudió Ciencias Políticas en la Universidad del Sur de California.
Tras su retirada de la natación, comenzó su carrera militar formando parte de la Armada de los Estados Unidos y convirtiéndose en un SEAL de 2009 a 2015.
Después de su carrera militar, comenzó a estudiar en la Escuela de Postgrado de Negocios Stanford y obtuvo un MBA. Actualmente se desempeña como capitalista de riesgo tras fundar la empresa de capital riesgo Harpoon Ventures.